# Rio Umfolozi
Rio Umfolozi é um rio da África do Sul.